# Hibachi for Lunch
| Recensione | Giudizio |
| ---------- | -------- |
| HipHopDX   | [ 1 ]    |

Hibachi for Lunch è il terzo EP del rapper statunitense 2 Chainz, pubblicato il 28 ottobre 2016. 
L'EP è stato autoprodotto da 2 Chainz tramite la T.R.U. Records.
La produzione delle canzoni è stata affidata a Buddah Bless, Bugzy Mouges, DJ Paul, FKi 1st, Foreign Teck, K Swisha, Mike Dean, Mike Will Made-It, Mondo, Supah Mario e TWhy.
Il 17 novembre 2016 è stato pubblicato il video ufficiale su YouTube di Diamond Talkin Back, mentre il 29 novembre dello stesso anno è stato pubblicato il video di Lil Baby con Ty Dolla Sign.
Una traccia originariamente presente come terza nella lista tracce, Good Drank, è stata rimossa dall'EP e pubblicata il 19 gennaio 2017 come singolo principale del quarto album di 2 Chainz, Pretty Girls Like Trap Music.

## Tracce
1. Countin – 2:42 (testo: Tauheed Epps, Armond Kendrick e Tyron Dougla – musica: Mondo e Buddah Bless)
2. Diamonds Talkin Back – 3:03 (testo: Epps e Jonathan Priester – musica: Supah Mario)
3. Good Drank (feat. Quavo & Gucci Mane) – 3:44 (testo: Epps, Michael Dean, Quavious Marshall e Radric Davis – musica: Mike Dean)
4. Lil Baby (feat. Ty Dolla Sign) – 3:19 (testo: Epps, Michael Hernandez, Casey Manheim, Trocon Roberts Jr. e Tyrone Griffin Jr. – musica: Foreign Teck, FKi 1st e Bugzy Mouges)
5. Day Party – 2:21 (musica: K Swisha)
6. Doors Open (feat. Future) – 4:14 (testo: Epps, Tim Moore, Paul Beauregard e Nayvadius Wilburn – musica: Dj Paul & TWhy)
7. Here We Go Again – 3:01 (testo: Epps e Michael Williams II – musica: Mike Will Made-It)